# Estação Universitat

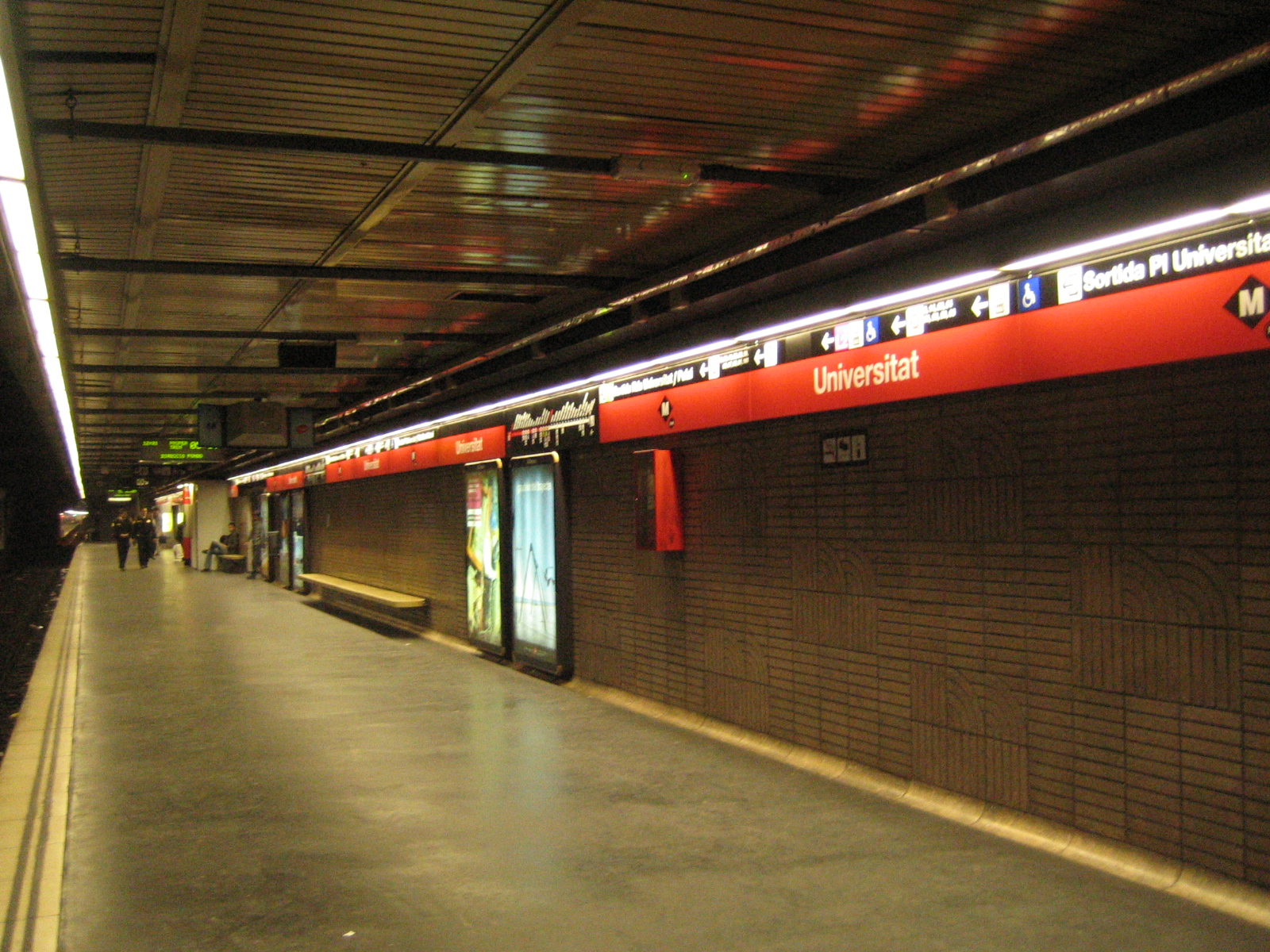
Plataforma de embarque - estação Universitat.

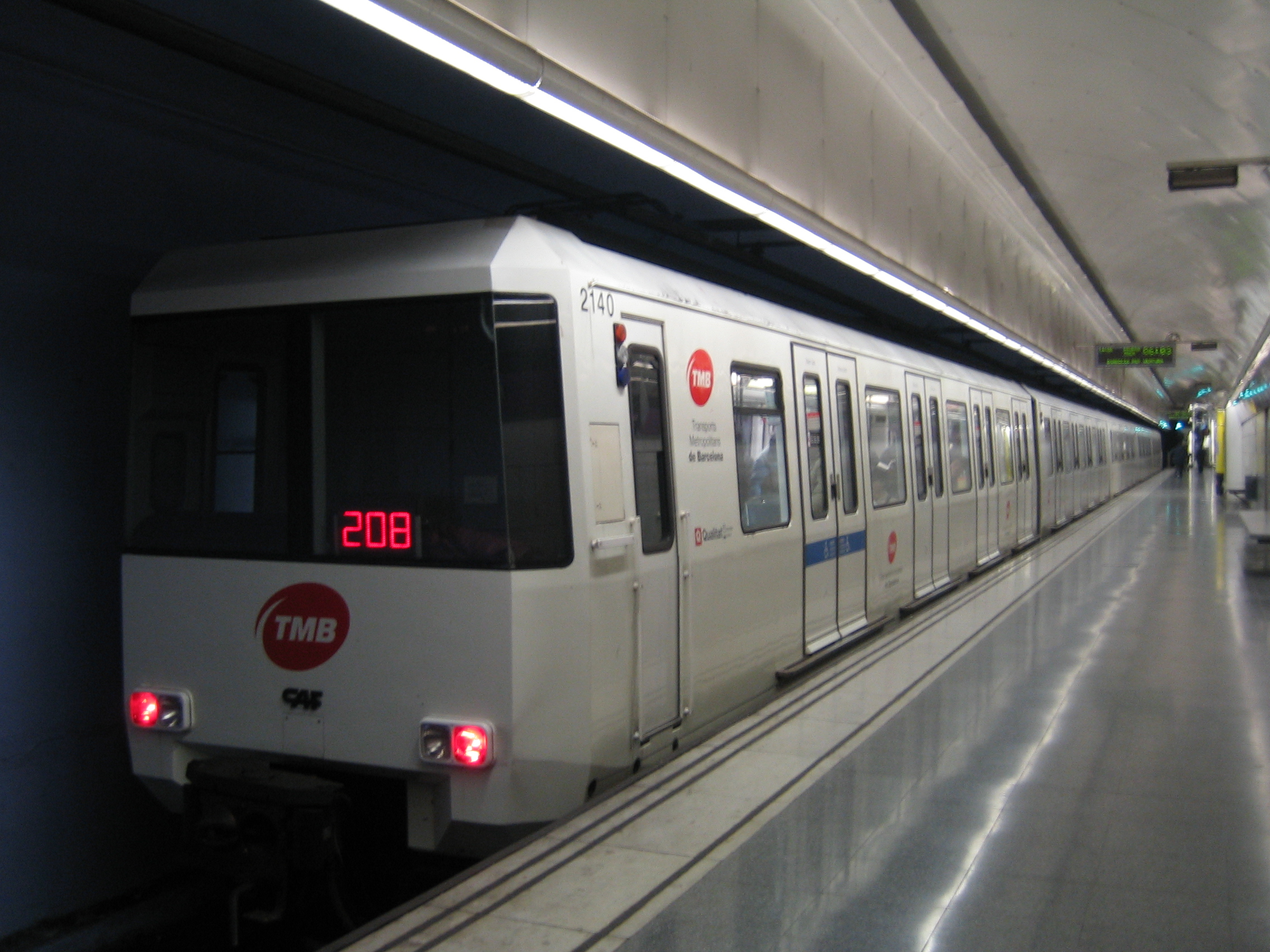
Trem do tipo 2000 - estação Universitat (Metro de Barcelona).

Universitat é uma estação das linhas: Linha 1 e Linha 2 do Metro de Barcelona.

## Localização
Situada na Plaça de la Universitat, na divisa entre os distritos Eixample e Ciutat Vella de Barcelona. Esta praça abriga o edifício histórico da Universitat de Barcelona, famosa por seu estilo neogótico. A estação está acessível para pessoas com deficiência desde 1995, quando a linha 2 do metrô de Barcelona abriu suas plataformas. É servido pelas linhas L1 e L2 do Metro de Barcelona operadas pelo Transportes Metropolitanos de Barcelona (TMB).

## Intervenção arqueológica
Em 1994, foi efetuada uma intervenção arqueológica motivada pela remodelação da estação de metro da Plaça de la Universitat de Barcelona. As obras envolveram escavações de até 5,60 m de profundidade na praça, enquanto em outros locais como a Ronda Santa Antoni foram apenas 3 m abaixo do nível da praça. Os resultados da intervenção foram positivos, expondo os vestígios de um dos bastiões defensivos da segunda muralha medieval de Barcelona, denominado Baluarte das Oficinas, cuja construção foi historicamente datada de 1697. Com a escavação para poder estabelecer uma seqüência cronológica estratigráfica juntamente com o material cerâmico que corroborasse essa datação. As oficinas eram um portal e uma rua. Quando a parede da Rambla foi construída em 1363, o 'distrito das oficinas' já existia no interior. Seu nome Vico dels Tayers vem dos retalhadores de carne que trabalhavam no local.

## Linha 1
A estação da linha 1 do metrô de Barcelona foi inaugurada em 10 de junho de 1926 como parte da seção original do Ferrocarril Metropolità Transversal entre a antiga estação de Bordeta e a estação Plaça de Catalunya. A antiga estação de metrô era muito diferente desta e era semelhante às estações de metrô Urgell e Rocafort. A estação de metrô esteve fechada entre 1971 e 1972, quando foi construída a nova ligação ferroviária entre a estação ferroviária de Sants e a Plaça de Catalunya, que passa muito perto da estação de metrô. Isso obrigou a mudar a composição original das plataformas para duas plataformas situadas uma acima da outra. A estação atual foi inaugurada em 23 de dezembro de 1972, está localizada sob a Plaça de la Universitat e tem dois níveis. No piso superior encontra-se um amplo hall que é aproveitado também pela linha 2 e tem algumas zonas comerciais e um escritório de atendimento ao cliente. No mesmo nível, há uma das plataformas, enquanto a outra está situada no nível inferior.

## Linha 2
A estação da linha 2 do metrô de Barcelona foi inaugurada em 25 de setembro de 1995 com a inauguração da linha entre as estações de metrô Sant Antoni e Sagrada Família. A estação está localizada sob a Ronda de Sant Antoni, entre as ruas Sepúlveda e Aribau. No nível superior há um grande salão que é o mesmo da linha 1 e está conectado diretamente com a plataforma da linha 1 em direção ao Hospital de Bellvitge. Há também um corredor intermediário que se conecta diretamente com a plataforma da linha 1 em direção ao Fondo. Os trens circulam no nível inferior em duas naves separadas, cada uma com uma plataforma. A estação da Linha 2 foi construída totalmente adaptada para pessoas com deficiência.

## Acesso à estação
- Plaça Universitat
- Ronda Sant Antoni
- Pelai
- Ronda Universitat